# Pecados ajenos
 (mai 2021).
Si vous disposez d'ouvrages ou d'articles de référence ou si vous connaissez des sites web de qualité traitant du thème abordé ici, merci de compléter l'article en donnant les références utiles à sa vérifiabilité et en les liant à la section « Notes et références ».
Pecados ajenos est une telenovela américaine diffusée entre le 8 octobre 2007 et le 13 juin 2008 sur Telemundo.
Elle met en vedette les acteurs : Lorena Rojas et Mauricio Islas comme les protagonistes et les acteurs : Catherine Siachoque, Lupita Ferrer, Sonya Smith, Ariel López Padilla, Sebastián Ligarde comme les antagonistes. Elle met en co vedette les acteurs : Alicia Plaza, Maritza Rodríguez, Mildred Quiroz, Daniel Lugo et Chela Arias.

## Acteurs et personnages
- Lorena Rojas : Natalia Ruiz
- Mauricio Islas : Adrián Torres
- Catherine Siachoque : Inés Vallejo (antagoniste principale. mise en prison, mais finalement s'échappe)
- Lupita Ferrer : Ágata Vda de Mercenario (antagoniste. mise en prison et condamnée à mort à cause de tous ses crimes)
- Sonya Smith : Elena Sandoval (antagoniste. se suicide en voiture avec Natalia)
- Ariel López Padilla : Rogelio Mercenario (antagoniste. meurt à cheval, victime de sa maladie en phase terminale)
- Sebastián Ligarde : Manuel (antagoniste. Tué par Agatha en le frappant à la tête avec une lampe)
- Daniel Lugo : Marcelo Mercenario (antagoniste. Il s'échappe)'
- Maritza Rodríguez : Karen Vallejo
- Héctor Soberón : Gary Mendoza (Tué en l'étouffant avec un oreiller)
- Alicia Plaza : Mónica Rojas
- Carlos Camacho : Saúl Farrera
- Chela Arias : Raquel Sandoval
- Raúl Izaguirre : Eduardo Larios (meurt dans un accident causé par Agate et Elena)
- Evelin Santos : Gasparina Godoy
- Mildred Quiroz : Laura Aguilar
- Roberto Huicochea : Anselmo Aguilar  (antagoniste. Tué par Laura)
- Altair Jarabo : Melissa Aguilar (antagoniste. Laura la défigure avec de I'acide)
- Hannah Zea : Rossy
- Andrés García Jr. : Javier Alfaro
- Arianna Coltellacci : Chabela
- Mayte Vilán : Marisela Bracamontes
- Adela Romero : Melinda
- Nury Flores : Lolita
- Raúl Durán : Benito Alejo Gamboa Moctesuma (antagoniste. tué d'une balle dans la tête)
- Mariana Torres : Denisse Torres Sandoval
- Sofía Lama : Gloria Mercenario Ruiz (antagoniste)
- Jencarlos Canela : Alfredo "Freddy" Torres Sandoval
- Alonso Espeleta :  Luis Mercenario Ruiz
- Pablo Portillo : Héctor Acecas
- Roberto Plantier : Charlie Vallejo
- Eduardo Cuervo : Ricardo "Ricky" Larios
- Ximena Duque : María Aguilar
- Julio Ocampo : Ramón Gamboa
- Giovanna del Portillo : Daniela
- Tali Duclaud : Elsa Alfaro
- Natalie Correa : Lucía
- Rudy Pavón : Jaime
- Daniela Vildosola : Angélica Acecas
- Ramiro Terán : Fernando Acecas
- Claudia Arroyave : Nidia
- Carlos Farach : Roberto
- Julio Arredondo : Dr. Martínez
- Lupita Jones : Esmeralda
- Daniel René : Tony
- Enrique Herrera : Horacio
- Ivee Colón : Teresa
- Carlos Garin : Norberto
- Andrés Mistage : Jeremy
- Nelson Steegers : Danny
- Cristina Figarola : Lisa Fuentes
- Luís Rivas : Diego
- Carlos Pítela : Padre Julián
- Xavier Coronel : Marcos Reyes
- Giselle Duque : Doris
- Ramón Morell : Dr. Solovich
- Katherine Fuenmayor : Jenny
- Cristian Carabias : Tito
- José del Río : Mr. Moore
- Ivan Rodriguez Naranjo : Dr. Beltrán
- Guadalupe Hernández : Esteban
- Jorge Laraburre : Johnny
- Steve Roth : Antonio Sandoval (meurt d'une crise cardiaque)
- Alejandro Orendain : Dr. Dorantes
- Salim Rubiales : Alejandro
- René Gatica : Rogelio Bustamante
- Marcos Miranda : Jiménez
- Luis Celeiro : Velázquez
- Alexandro Danko : Óscar
- Nelson Tallaferro : Pedro
- Esteban Villareal : Dr. Salvatierra
- Sandra Eichler : Tina (antagoniste. Assassiné par Inés)
- Riczabeth Sobalvarro : Dora
- Diana Franco : Lola
- Gabriel Traversari : Rolando Ortega
- Jaime Pavón : Luciano Meléndez
- Nelsón Díaz : Eleazar Aguilar
- Juan Jiménez : Maximiliano Aranda
- Alcira Gil : Amanda
- Leandro Fernández

## Diffusion internationale
| Pays                   | Chaîne                 | Titre           | Première diffusion |
| ---------------------- | ---------------------- | --------------- | ------------------ |
| États-Unis             | Telemundo              | Pecados ajenos  | 8 octobre 2007     |
| Philippines            | ALL TV 2               | Pecados ajenos  | 2023               |
| République dominicaine | Tele Antillas          | Pecados ajenos  |                    |
| Roumanie               | Acasa TV               |                 | 17 novembre 2008   |
| Pologne                | TV Puls                | Meandry miłości | 19 novembre 2008   |
| Serbie                 | Prva Srpska Televizija | Љубав и грех    | 17 mars 2008       |
| Mexique                | Galavisión             | Pecados ajenos  |                    |
| Équateur               | Ecuavisa               | Pecados ajenos  |                    |
| Venezuela              | RCTV                   | Pecados ajenos  |                    |
| Colombie               | RCN Televisión         | Pecados ajenos  |                    |
| Paraguay               | SNT                    | Pecados ajenos  |                    |
| Lituanie               | LNK                    |                 |                    |
| Bolivie                | Unitel                 | Pecados ajenos  |                    |
| Géorgie                | Rustavi2               |                 |                    |
| Bulgarie               | bTV                    |                 | 18 janvier 2008    |
| Arménie                | VOA                    |                 |                    |
| Salvador               | Canal 2                | Pecados ajenos  |                    |
| Honduras               | Canal 6                | Pecados ajenos  |                    |
| Panama                 | TVN                    | Pecados ajenos  |                    |
| Pérou                  | ATV                    | Pecados ajenos  |                    |
| Guatemala              | Canal 7                | Pecados ajenos  |                    |
| Espagne                | LaSiete                | Pecados ajenos  |                    |
| Hongrie                | RTL Klub               | Bűnös szerelem  | 1er octobre 2012   |

### Sources
- (es) Cet article est partiellement ou en totalité issu de l’article de Wikipédia en espagnol intitulé « Pecados ajenos » (voir la liste des auteurs).